# Carl Heinrich Dettmer
Carl Heinrich Dettmer (* 13. Mai 1811 in Lübeck; † 4. Juni 1879 ebenda) war ein deutscher Pädagoge und Politiker.

## Leben
Carl Heinrich Dettmer war ein Sohn des Kaufmanns Johann Karl Heinrich Dettmer und seiner Frau, einer Tochter des Predigers Ostermeyer an der Lübecker Petrikirche. Da er in seiner Kindheit öfter an gefährlichen Krankheiten litt, bekam er eine längere Zeit Privatunterricht. Ab Ostern 1821 besuchte er das Katharineum zu Lübeck. 1829 legte er das Stipendienexamen, den örtlichen Vorläufer des Abiturs ab. Er erhielt das Schabbel-Stipendium und studierte Evangelische Theologie an den Universitäten Jena, Heidelberg, Berlin und Göttingen. 
Anfang 1830 schloss er sich der Jenaischen Burschenschaft an. Von Heidelberg aus nahm er 1832 am Hambacher Fest teil. Seine burschenschaftlichen Bestrebungen führten schon im Winter 1832/33 zu einem Verhör vor dem Berliner Kammergericht, zunächst jedoch ohne weitere Folgen. Nach einem Jahr in Göttingen (von Ostern 1833 bis Ostern 1834) kehrte Dettmer nach Lübeck zurück und bestand hier am 12. September 1834 das Kandidatenexamen vor Senior Hermann Friedrich Behn. Schon am 24. September 1834 wurde er jedoch aufgrund einer Requisition (Rechtshilfeersuchen) der Bundeszentralbehörde in Frankfurt am Main unter Hausarrest gestellt. Am 20. Oktober hatte er vor den Senatoren Johann Joachim Friedrich Torkuhl und Friedrich Wilhelm Grabau ein erstes Verhör, nach dem er verhaftet und im Marstall gefangengesetzt wurde. Er ist im Schwarzen Buch der Frankfurter Bundeszentralbehörde (Eintrag Nr. 294) festgehalten.
Am 19. September 1835 wurde er gegen Kaution freigelassen. Das dann von Berlin aus ergangene Urteil lautete auf mehrjährige Festungshaft, die nach eingelegter Berufung auf eineinhalb Jahre Festungshaft unter Anrechnung der Untersuchungshaft herabgesetzt und in Hausarrest umgewandelt wurde. Im Februar 1838 erließ ihm der Senat auch diesen Rest der Strafe aus Gesundheitsgründen. Auf Fürsprache von Syndikus Carl August Buchholz gewährte schließlich auch König Friedrich Wilhelm III. ihm Begnadigung. 
Schon seit seiner Befreiung hatte Dettmer Privatstunden in Griechisch gegeben und auch junge Engländer in Deutsch unterrichtet. Im Sommer 1837 übernahm er deutsche Stunden an der v. Großheim’schen Schule. Am 17. Februar 1838 wurde er von der Philosophischen Fakultät der Universität Kiel aufgrund seiner bereits 1834 in Göttingen erschienenen Dissertation zum Dr. phil. promoviert. Zu Ostern 1838 eröffnete er mit dem aus Schottland stammenden Gymnasiallehrer Robert Peacock (1796–1880), der später sein Schwager wurde, eine Pensionsanstalt in der Bernstorffschen Kurie (heute Ernestinenschule) am Koberg und wurde zugleich Hilfslehrer am Katharineum. Eine feste Anstellung als Kollaborator am Katharineum erhielt er zu Ostern 1841, dagegen ging das Pensionat 1844 ein. 1854 wurde er bei der Reform des Katharineums zum vierten Oberlehrer, 1856 zum zweiten Oberlehrer, 1859 zum fünften und 1862 zum vierten Professor gewählt. Obwohl ursprünglich nicht Philologe, hatte er eine besondere Begabung und Vorliebe für den Griechischunterricht. 
25 Jahre, von 1846 bis 1871, gehörte er dem Vorstand des Lübecker Schullehrerseminars an.  Seit 1874 war er Mitglied im Oberschulkollegium  und war hier Mitglied der Prüfungskommission für Lehrerinnen.
Als Mitglied des Freundeskreises Jung-Lübeck übernahm er 1841 die Redaktion der Neuen Lübeckischen Blätter und führte sie bis 1851. 1847 war er im Komitee für das Allgemeines Deutsches Sängerfest in Lübeck. 1848 wurde er in die Lübecker Bürgerschaft gewählt und hat ihr bis 1867 mit Ausnahme der Jahre 1853 bis 1855 angehört. Außerdem war er Mitglied verschiedener Kommissionen und Deputationen und ab 1867 Mitglied des Vorstands der St. Marien-Kirchengemeinde. Seit 1838 war er Mitglied der Gesellschaft zur Beförderung gemeinnütziger Tätigkeit; in den Jahren 1869 bis 1875 gehörte er ihrem Vorstand an. 
Seit 1840 war er mit Caroline, geb. Reuter verheiratet. Die Familie bewohnte seit den 1850er Jahren das Haus Johannisstraße 22 (heute Dr.-Julius-Leber-Straße 48), wo zuvor schon sein Kollege Johannes Classen gewohnt hatte. Von den (1861) acht Kindern des Paares wurde Hermann Dettmer (* 21. Juli 1846) Altphilologe und war ab 1867 Mitglied im von Franz Bücheler gegründeten Philologischen Verein (Bonner Kreis). 1869 wurde er an der Universität Bonn zum Dr. phil. promoviert. Er starb jedoch schon am 29. Juli 1870 als Kandidat des Lehramts in Hohen Viecheln. Die Tochter Caroline (* 1851) heiratet 1873 den Münchner Verleger Friedrich Adolf Ackermann.

## Schriften
- De vi quam e zoe aionios apud Ioannem obtineat. Göttingen 1834
- Grundriß der deutschen Grammatik für Engländer. 1839.
- Zu Tacitus. (Bemerkungen zu Tacitus Agricola.) Lübeck 1850. S. 22–27. (Programm Lübeck Gymnasium.)
- Vocabularium für den griechischen Hilfsunterricht nebst Aufgaben zu mündlichen und schriftlichen Übungen. Braunschweig 1852.
- Die Thorsperre in Lübeck. Eine geschichtliche Darstellung. (Gratulationsschrift zum 50-jährigen Jubiläum des Bürgermeisters Roeck.) Lübeck 1864.
- Die hiesigen Stipendien. (Gratulationsschrift zur Wahl des Senators Dr. W. Plessing.) Lübeck 1867.
- Professor Gustav Evers. Eine Lebensskizze. Lübeck: Rohden 1859
- Dr. phil. Franz Christian Reuter. Ein Lebensbild. Lübeck 1877. S. 51–55. (Programm Lübeck Gymnasium.)